# أب بلي زيلائي (مارغون)
أب بلي زیلائي (بالفارسية: آب‌بلی زیلائی) هي قرية تقع في إيران في قسم مارغون الريفي. يقدر عدد سكانها بـ 84 نسمة .